# マルガレーテ・セシュエー
マルガレーテ・セシュエー（Marguerite　Sechehaye, 女性、1887年9月27日-1964年6月1日）は、スイスの心理療法士。

## 概略
統合失調症について研究を進めた。プロテスタントの家庭に生まれ、女子高で学んだ。ジュネーヴ大学でフェルディナン・ド・ソシュールの言語学の講義に出席し、この時のノートは『一般言語学講義』の編纂に役立った。その後ルソー学校に学び、独自の技法を確立した。
セシュエーはフロイトとジャン・ピアジェに学び、幼児期のトラウマと精神病に関連があると考えた。患者の一人「ルネ」を、セシュエーはのち養女にした。その日記をセシュエーのコメントとともに刊行したのが『分裂病の少女の手記』で、反精神分析のよりどころとなった。セシュエーの仕事はR・D・レインに影響を与え『引き裂かれた自己』で論及されている。

## 日本語訳
- 『分裂病の少女の手記 心理療法による分裂病の回復過程』編 (現代科学叢書) 村上仁,平野恵訳. みすず書房, 1955
- 『分裂病の精神療法 象徴的実現への道』三好暁光訳. みすず書房, 1974
- 『象徴的実現 分裂病少女の新しい精神療法』三好暁光, 橋本やよい訳. みすず書房, 1986.1